# Herrarnas K-2 500 meter i kanotsport vid olympiska sommarspelen 2000
Herrarnas K-2 500 meter vid olympiska sommarspelen 2000 hölls på Sydney International Regatta Centre i Sydney. 

## Medaljörer
| Gren           | Guld                                 | Silver                                | Brons                                |
| K-2, 500 meter | Ungern Zoltán Kammerer Botond Storcz | Australien Andrew Trim Daniel Collins | Tyskland Ronald Rauhe Tim Wieskötter |

## Resultat

### Heat
| Heat 1 av 3 Datum: Onsdagen den 27 september 2000 | Heat 1 av 3 Datum: Onsdagen den 27 september 2000 | Heat 1 av 3 Datum: Onsdagen den 27 september 2000 | Heat 1 av 3 Datum: Onsdagen den 27 september 2000 | Heat 1 av 3 Datum: Onsdagen den 27 september 2000 | Heat 1 av 3 Datum: Onsdagen den 27 september 2000 |
| Placering                                         | Totalt                                            | Nation                                            | Kanotister                                        | Tid                                               | Kval                                              |
| ------------------------------------------------- | ------------------------------------------------- | ------------------------------------------------- | ------------------------------------------------- | ------------------------------------------------- | ------------------------------------------------- |
| 1                                                 | 3                                                 | Tyskland                                          | Ronald Rauhe och Tim Wieskötter                   | 1:30.502                                          | QF                                                |
| 2                                                 | 7                                                 | Polen                                             | Marek Twardowski och Adam Wysocki                 | 1:32.350                                          | QS                                                |
| 3                                                 | 9                                                 | Storbritannien                                    | Paul Darby-Dowman och Ross Sabberton              | 1:32.782                                          | QS                                                |
| 4                                                 | 14                                                | USA                                               | Peter Newton och Angel Pérez                      | 1:33.646                                          | QS                                                |
| 5                                                 | 16                                                | Israel                                            | Rami Zur och Ro'l Yellin                          | 1:34.774                                          | QS                                                |
| 6                                                 | 17                                                | Ryssland                                          | Roman Zarubin och Aleksandr Ivanik                | 1:35.212                                          | QS                                                |
| 7                                                 | 19                                                | Brasilien                                         | Sebastián Cuattrin och Carlos Campos              | 1:35.662                                          | QS                                                |

| Heat 2 av 3 Datum: Onsdagen den 27 september 2000 | Heat 2 av 3 Datum: Onsdagen den 27 september 2000 | Heat 2 av 3 Datum: Onsdagen den 27 september 2000 | Heat 2 av 3 Datum: Onsdagen den 27 september 2000 | Heat 2 av 3 Datum: Onsdagen den 27 september 2000 | Heat 2 av 3 Datum: Onsdagen den 27 september 2000 |
| Placering                                         | Totalt                                            | Nation                                            | Kanotister                                        | Tid                                               | Kval                                              |
| ------------------------------------------------- | ------------------------------------------------- | ------------------------------------------------- | ------------------------------------------------- | ------------------------------------------------- | ------------------------------------------------- |
| 1                                                 | 4                                                 | Ungern                                            | Zoltán Kammerer och Botond Storcz                 | 1:30.502                                          | QF                                                |
| 2                                                 | 5                                                 | Slovakien                                         | Juraj Bača och Michal Riszdorfer                  | 1:32.026                                          | QS                                                |
| 3                                                 | 10                                                | Frankrike                                         | Bâbak Amir-Tahmasseb och Philippe Aubertin        | 1:32.902                                          | QS                                                |
| 4                                                 | 12                                                | Rumänien                                          | Vasile Curuzan och Romică Şerban                  | 1:33.184                                          | QS                                                |
| 5                                                 | 13                                                | Tjeckien                                          | Radek Záruba och Pavel Holubář                    | 1:33.490                                          | QS                                                |
| 6                                                 | 15                                                | Bulgarien                                         | Petar Sibinkić och Milko Kazanov                  | 1:33.682                                          | QS                                                |

| Heat 3 av 3 Datum: Onsdagen den 27 september 2000 | Heat 3 av 3 Datum: Onsdagen den 27 september 2000 | Heat 3 av 3 Datum: Onsdagen den 27 september 2000 | Heat 3 av 3 Datum: Onsdagen den 27 september 2000 | Heat 3 av 3 Datum: Onsdagen den 27 september 2000 | Heat 3 av 3 Datum: Onsdagen den 27 september 2000 |
| Placering                                         | Totalt                                            | Nation                                            | Kanotister                                        | Tid                                               | Kval                                              |
| ------------------------------------------------- | ------------------------------------------------- | ------------------------------------------------- | ------------------------------------------------- | ------------------------------------------------- | ------------------------------------------------- |
| 1                                                 | 1                                                 | Sverige                                           | Henrik Nilsson och Markus Oscarsson               | 1:30.051                                          | QF                                                |
| 2                                                 | 2                                                 | Australien                                        | Andrew Trim och Daniel Collins                    | 1:30.393                                          | QS                                                |
| 3                                                 | 6                                                 | Italien                                           | Antonio Rossi och Beniamino Bonomi                | 1:32.902                                          | QS                                                |
| 4                                                 | 8                                                 | Danmark                                           | Paw Madsen och Jesper Staal                       | 1:32.617                                          | QS                                                |
| 5                                                 | 11                                                | Litauen                                           | Egidijus Balčiūnas och Alvydas Duonėla            | 1:32.931                                          | QS                                                |
| 6                                                 | 18                                                | Norge                                             | Eirik Verås Larsen och Nils Olav Fjeldheim        | 1:35.619                                          | QS                                                |

Totala resultat heat
| Heat Totala resultat | Heat Totala resultat | Heat Totala resultat                       | Heat Totala resultat | Heat Totala resultat | Heat Totala resultat | Heat Totala resultat |
| Placering            | Kanotister           | Nation                                     | Heat                 | Placering            | Tid                  | Kval                 |
| -------------------- | -------------------- | ------------------------------------------ | -------------------- | -------------------- | -------------------- | -------------------- |
| 1                    | Sverige              | Henrik Nilsson och Markus Oscarsson        | 3                    | 1                    | 1:30.051             | QF                   |
| 2                    | Australien           | Andrew Trim och Daniel Collins             | 3                    | 2                    | 1:30.393             | QS                   |
| 3                    | Tyskland             | Ronald Rauhe och Tim Wieskötter            | 1                    | 1                    | 1:30.502             | QF                   |
| 4                    | Ungern               | Zoltán Kammerer och Botond Storcz          | 2                    | 1                    | 1:31.144             | QF                   |
| 5                    | Slovakien            | Juraj Bača och Michal Riszdorfer           | 2                    | 2                    | 1:32.026             | QS                   |
| 6                    | Italien              | Antonio Rossi och Beniamino Bonomi         | 3                    | 3                    | 1:32.193             | QS                   |
| 7                    | Polen                | Marek Twardowski och Adam Wysocki          | 1                    | 2                    | 1:32.350             | QS                   |
| 8                    | Danmark              | Paw Madsen och Jesper Staal                | 3                    | 4                    | 1:32.617             | QS                   |
| 9                    | Storbritannien       | Paul Darby-Dowman och Ross Sabberton       | 1                    | 3                    | 1:32.782             | QS                   |
| 10                   | Frankrike            | Bâbak Amir-Tahmasseb och Philippe Aubertin | 2                    | 3                    | 1:32.902             | QS                   |
| 11                   | Litauen              | Egidijus Balčiūnas och Alvydas Duonėla     | 3                    | 5                    | 1:32.931             | QS                   |
| 12                   | Rumänien             | Vasile Curuzan och Romică Şerban           | 2                    | 4                    | 1:33.184             | QS                   |
| 13                   | Tjeckien             | Radek Záruba och Pavel Holubář             | 2                    | 5                    | 1:33.490             | QS                   |
| 14                   | USA                  | Peter Newton och Angel Pérez               | 1                    | 4                    | 1:33.646             | QS                   |
| 15                   | Bulgarien            | Petar Sibinkić och Milko Kazanov           | 2                    | 6                    | 1:33.682             | QS                   |
| 16                   | Israel               | Rami Zur och Ro'l Yellin                   | 1                    | 5                    | 1:34.774             | QS                   |
| 17                   | Ryssland             | Roman Zarubin och Aleksandr Ivanik         | 1                    | 6                    | 1:35.212             | QS                   |
| 18                   | Norge                | Eirik Verås Larsen och Nils Olav Fjeldheim | 3                    | 6                    | 1:35.619             | QS                   |
| 19                   | Brasilien            | Sebastián Cuattrin och Carlos Campos       | 1                    | 7                    | 1:35.662             | QS                   |

### Semifinaler
| Heat 1 av 2 Datum: Fredagen den 29 september 2000 | Heat 1 av 2 Datum: Fredagen den 29 september 2000 | Heat 1 av 2 Datum: Fredagen den 29 september 2000 | Heat 1 av 2 Datum: Fredagen den 29 september 2000 | Heat 1 av 2 Datum: Fredagen den 29 september 2000 | Heat 1 av 2 Datum: Fredagen den 29 september 2000 |
| Placering                                         | Totalt                                            | Nation                                            | Kanotist                                          | Tid                                               | Kval                                              |
| ------------------------------------------------- | ------------------------------------------------- | ------------------------------------------------- | ------------------------------------------------- | ------------------------------------------------- | ------------------------------------------------- |
| 1                                                 | 4                                                 | Australien                                        | Andrew Trim och Daniel Collins                    | 1:31.475                                          | QF                                                |
| 2                                                 | 6                                                 | Bulgarien                                         | Petar Sibinkić och Milko Kazanov                  | 1:31.919                                          | QF                                                |
| 3                                                 | 8                                                 | Frankrike                                         | Bâbak Amir-Tahmasseb och Philippe Aubertin        | 1:32.597                                          | QF                                                |
| 4                                                 | 9                                                 | Danmark                                           | Paw Madsen och Jesper Staal                       | 1:32.867                                          |                                                   |
| 5                                                 | 10                                                | Ryssland                                          | Roman Zarubin och Aleksandr Ivanik                | 1:32.963                                          |                                                   |
| 6                                                 | 11                                                | Rumänien                                          | Vasile Curuzan och Romică Şerban                  | 1:32.975                                          |                                                   |
| 7                                                 | 13                                                | Storbritannien                                    | Paul Darby-Dowman och Ross Sabberton              | 1:33.173                                          |                                                   |
| 8                                                 | 14                                                | Israel                                            | Rami Zur och Ro'l Yellin                          | 1:34.241                                          |                                                   |

| Heat 2 av 2 Datum: Fredagen den 29 september 2000 | Heat 2 av 2 Datum: Fredagen den 29 september 2000 | Heat 2 av 2 Datum: Fredagen den 29 september 2000 | Heat 2 av 2 Datum: Fredagen den 29 september 2000 | Heat 2 av 2 Datum: Fredagen den 29 september 2000 | Heat 2 av 2 Datum: Fredagen den 29 september 2000 |
| Placering                                         | Totalt                                            | Nation                                            | Kanotist                                          | Tid                                               | Kval                                              |
| ------------------------------------------------- | ------------------------------------------------- | ------------------------------------------------- | ------------------------------------------------- | ------------------------------------------------- | ------------------------------------------------- |
| 1                                                 | 1                                                 | Italien                                           | Antonio Rossi och Beniamino Bonomi                | 1:29.886                                          | QF                                                |
| 2                                                 |                                                   | Polen                                             | Marek Twardowski och Adam Wysocki                 | 1:30.026                                          | QF                                                |
| 3                                                 |                                                   | USA                                               | Peter Newton och Angel Pérez                      | 1:31.082                                          | QF                                                |
| 4                                                 |                                                   | Slovakien                                         | Juraj Bača och Michal Riszdorfer                  | 1:31.484                                          |                                                   |
| 5                                                 |                                                   | Litauen                                           | Egidijus Balčiūnas och Alvydas Duonėla            | 1:32.084                                          |                                                   |
| 6                                                 |                                                   | Tjeckien                                          | Radek Záruba och Pavel Holubář                    | 1:33.056                                          |                                                   |
| 7                                                 |                                                   | Norge                                             | Eirik Verås Larsen och Nils Olav Fjeldheim        | 1:34.712                                          |                                                   |
| 8                                                 |                                                   | Brasilien                                         | Sebastián Cuattrin och Carlos Campos              | 1:34.868                                          |                                                   |

Totala resultat semifinaler
| Semifinaler Totala resultat | Semifinaler Totala resultat | Semifinaler Totala resultat                | Semifinaler Totala resultat | Semifinaler Totala resultat | Semifinaler Totala resultat | Semifinaler Totala resultat |
| Placering                   | Kanotister                  | Nation                                     | Heat                        | Placering                   | Tid                         | Kval                        |
| --------------------------- | --------------------------- | ------------------------------------------ | --------------------------- | --------------------------- | --------------------------- | --------------------------- |
| 1                           | Italien                     | Antonio Rossi och Beniamino Bonomi         | 2                           | 1                           | 1:29.886                    | QF                          |
| 2                           | Polen                       | Marek Twardowski och Adam Wysocki          | 2                           | 2                           | 1:31.082                    | QF                          |
| 3                           | USA                         | Peter Newton och Angel Pérez               | 2                           | 3                           | 1:30.502                    | QF                          |
| 4                           | Australien                  | Andrew Trim och Daniel Collins             | 1                           | 1                           | 1:31.475                    | QF                          |
| 5                           | Slovakien                   | Juraj Bača och Michal Riszdorfer           | 2                           | 4                           | 1:31.484                    |                             |
| 6                           | Bulgarien                   | Petar Sibinkić och Milko Kazanov           | 1                           | 2                           | 1:32.193                    | QF                          |
| 7                           | Litauen                     | Egidijus Balčiūnas och Alvydas Duonėla     | 2                           | 5                           | 1:32.084                    |                             |
| 8                           | Frankrike                   | Bâbak Amir-Tahmasseb och Philippe Aubertin | 1                           | 3                           | 1:32.597                    | QF                          |
| 9                           | Danmark                     | Paw Madsen och Jesper Staal                | 1                           | 4                           | 1:32.867                    |                             |
| 10                          | Ryssland                    | Roman Zarubin och Aleksandr Ivanik         | 1                           | 5                           | 1:32.963                    |                             |
| 11                          | Rumänien                    | Vasile Curuzan och Romică Şerban           | 1                           | 6                           | 1:32.975                    |                             |
| 12                          | Tjeckien                    | Radek Záruba och Pavel Holubář             | 2                           | 6                           | 1:33.056                    |                             |
| 13                          | Storbritannien              | Paul Darby-Dowman och Ross Sabberton       | 1                           | 7                           | 1:33.173                    |                             |
| 14                          | Israel                      | Rami Zur och Ro'l Yellin                   | 1                           | 8                           | 1:34.241                    |                             |
| 15                          | Norge                       | Eirik Verås Larsen och Nils Olav Fjeldheim | 2                           | 7*                          | 1:34.712                    |                             |
| 16                          | Brasilien                   | Sebastián Cuattrin och Carlos Campos       | 2                           | 8                           | 1:34.868                    |                             |

### Final
| Heat 1 av 1 Datum: Söndagen den 1 oktober 2000 | Heat 1 av 1 Datum: Söndagen den 1 oktober 2000 | Heat 1 av 1 Datum: Söndagen den 1 oktober 2000 | Heat 1 av 1 Datum: Söndagen den 1 oktober 2000 | Heat 1 av 1 Datum: Söndagen den 1 oktober 2000 |
| Placering                                      | Nation                                         | Kanotister                                     | Tid                                            |                                                |
| ---------------------------------------------- | ---------------------------------------------- | ---------------------------------------------- | ---------------------------------------------- | ---------------------------------------------- |
| 1                                              | Ungern                                         | Zoltán Kammerer och Botond Storcz              | 1:47.055                                       |                                                |
| 2                                              | Australien                                     | Andrew Trim och Daniel Collins                 | 1:47.895                                       |                                                |
| 3                                              | Tyskland                                       | Ronald Rauhe och Tim Wieskötter                | 1:48.771                                       |                                                |
| 4                                              | Frankrike                                      | Bâbak Amir-Tahmasseb och Philippe Aubertin     | 1:48.921                                       |                                                |
| 5                                              | Polen                                          | Marek Twardowski och Adam Wysocki              | 1:48.963                                       |                                                |
| 6                                              | USA                                            | Peter Newton och Angel Pérez                   | 1:52.617                                       |                                                |
| 7                                              | Italien                                        | Antonio Rossi och Beniamino Bonomi             | 2:01.436                                       |                                                |
| 8                                              | Bulgarien                                      | Petar Sibinkić och Milko Kazanov               | 1:52.725                                       |                                                |
| 9                                              | Sverige                                        | Henrik Nilsson och Markus Oscarsson            | 1:56.301                                       |                                                |